# Scopocira
Genre
Synonymes
- Paranaia Mello-Leitão, 1941 nec Clarke, 1913
- Suaruna Mello-Leitão, 1945

Scopocira est un genre d'araignées aranéomorphes de la famille des Salticidae.

## Distribution
Les espèces de ce genre se rencontrent en Amérique du Sud et en Amérique centrale.

## Liste des espèces
Selon World Spider Catalog (version 26, 15/02/2025) :
- Scopocira abaporu Costa & Ruiz, 2014
- Scopocira albertoi Galvis, 2015
- Scopocira bicornia Costa & Ruiz, 2014
- Scopocira carinata Crane, 1945
- Scopocira cepa Costa & Ruiz, 2014
- Scopocira crotalica Costa & Ruiz, 2014
- Scopocira cyrili Costa & Ruiz, 2014
- Scopocira dentichelis Simon, 1900
- Scopocira fuscimana (Mello-Leitão, 1941)
- Scopocira histrio Simon, 1900
- Scopocira kunai Costa & Ruiz, 2014
- Scopocira melanops (Taczanowski, 1871)
- Scopocira petilloni Courtial & Picard, 2024
- Scopocira pterodactyla Costa & Ruiz, 2014
- Scopocira sciosciae Costa & Ruiz, 2014
- Scopocira tenella Simon, 1900

## Systématique et taxinomie
Ce genre a été décrit par Simon en 1900 dans les Attidae.
Suaruna a été placé en synonymie par Galiano en 1958.
Paranaia préoccupé par Paranaia Clarke, 1913 a été placé en synonymie par Galiano en 1981.

## Publication originale
- Simon, 1900 : « Descriptions d'arachnides nouveaux de la famille des Attidae. » Annales de la Société Entomologique de Belgique, vol. 44, p. 381-407 (texte intégral).